# Thalassodromeus

Thalassodromeus comparado a uma mulher de estatura média.

Thalassodromeus ("corredor marinho" em grego latinizado) foi um gênero de pterossauro (réptil voador contemporâneo dos dinossauros) que viveu há cerca de 110 milhões de anos, no estágio Albiano do período Cretáceo, na região da Bacia do Araripe, Ceará. Sua espécie-tipo é Thalassodromeus sethi

## Descrição
O Thalassodromeus tinha uma cabeça de 1,40 metro, envergadura de aproximadamente 4,5 metros, e largura de cerca de 1,85 metro.
O Thalassodromeus pode ser traduzido como "o corredor dos mares", em alusão à sua atividade de pesca, com a mandíbula dentro da água, a exemplo do que faz um pássaro conhecido como talha-mar (embora estudos recentes indiquem que fosse completamente impossível este animal alimentar-se dessa forma). Sethi, o sobrenome, refere-se ao deus egípcio Seti, que representa o caos. Foi uma brincadeira dos paleontólogos que imaginavam a visão desse animal pescando como uma visão do inferno.

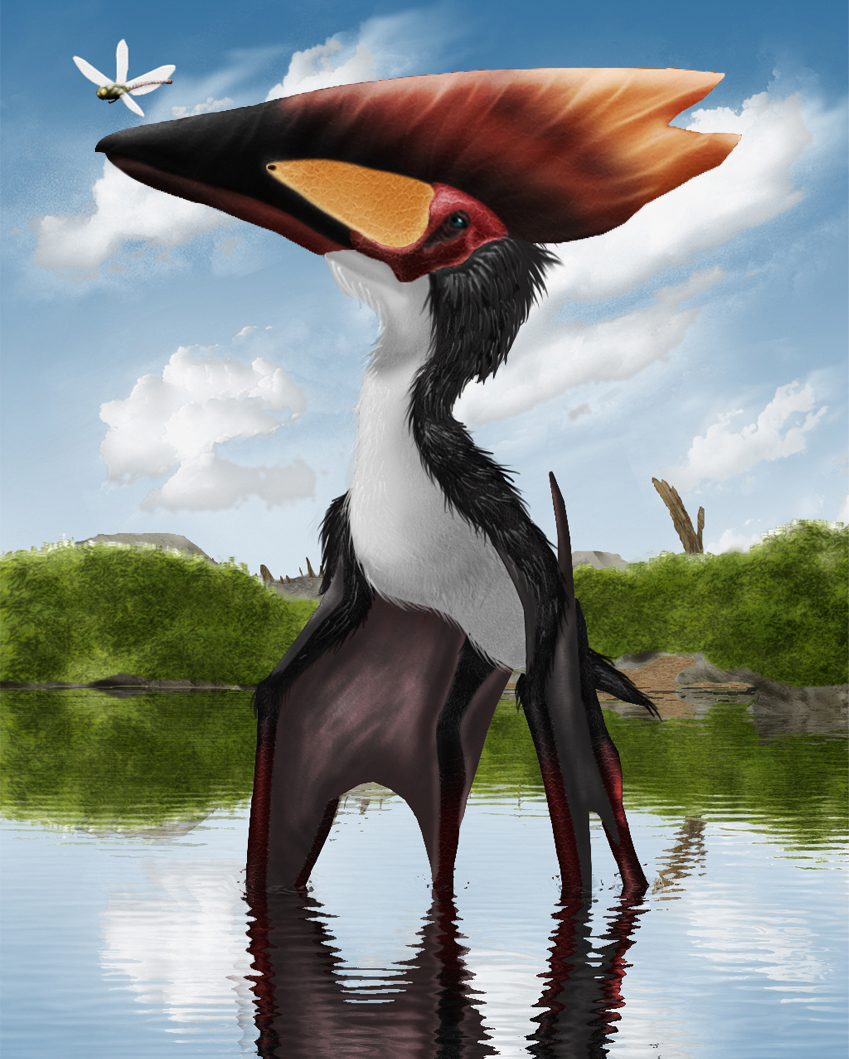
Reconstrução paleoartística de um Thalassodromeus

A importância da descoberta vêm de sua anatomia totalmente distinta do que se tinha encontrado até a presente data dentre os pterossauros. Entre as feições anatômicas únicas dessa nova espécie, está a enorme crista óssea que praticamente quadruplica a área lateral da cabeça e a terminação do "bico" em forma de tesoura. A crista do crânio contém em sua superfície um complexo sistema de canais, interpretados como a impressão de vasos sangüíneos. Isso indica que a crista era extensamente irrigada por sangue e sugere que esses animais poderiam utilizá-la para regular a temperatura de seu corpo. Essa hipótese está sendo apresentada pela primeira vez. A forma de tesoura do "bico" foi observada apenas em uma espécie de ave, o talha-mar. Isso sugere que o Thalassodromeus também pescava com o bico dentro da água, algo de que não se tinha notícia em um animal fóssil.